# Walter Röhrl
Walter Röhrl, född 7 mars 1947 i Regensburg, tysk rally- och racerförare, en av de främsta genom tiderna i rally
Röhrl arbetade som ung som chaufför för biskopen i Regensburg. Hans första egna bil var en Porsche 356.
Röhrl blev världsmästare i rally två gånger: 1980 i en Fiat 131 och 1982 i en Opel Ascona 400. 1982 års seger väckte uppmärksamhet då Röhrl vann gentemot Audis nya Quattro-modeller i sin åldersstigna Ascona. Han vann Monte Carlo-rallyt fyra gånger 1980, 1982, 1983, 1984.
Under sin karriär körde Röhrl för Audi, BMW, Fiat, Ford, Lancia, Opel och Porsche.
Idag arbetar Röhrl för Porsche.

## Meriter
- Rallyeuropamästare 1974
- Rallyvärldsmästare 1980 med Fiat
- Rallyvärldsmästare 1982 med Opel